# Оловская впадина
О́ловская впа́дина — впадина на территории Забайкальского края России.

## Расположение
Оловская впадина расположена в левобережной части верхнего течения реки Шилка. Впадина начинается на юго-западе в окрестностях села Знаменка и протягивается на северо-восток, до окрестностей пгт Чернышевск. Протяжённость впадины достигает 80 км при максимальной ширине 35 км.

## Геология
Оловская впадина сложена осадочными (с залежами бурых углей), базальтоидными и гранитоидными формациями верхнеюрско-нижнемелового возраста, которые сверху перекрываются кайнозойскими континентальными отложениями незначительной мощности. Заложение впадины произошло в мезозое, дальнейшее формирование шло в неоген-четвертичное время.

## Ландшафты
В геоморфологическом отношении Оловская впадина представляет собой равнину в междуречье Нерчи и Куэнги, приподнятую на высоту 500—650 м. Равнина местами осложнена сопками и грядами высотой до 700—750 м и расчленена долинами рек и ручьев. Преобладающие типы ландшафта — степи и лесостепи с приречными лугами.